# ニコラ・ミトロヴィッチ (1987年生のサッカー選手)
ニコラ・ミトロヴィッチ（セルビア語: Nikola Mitrović, Никола Митровић、1987年1月2日 - ）は、セルビアのサッカー選手。元セルビア代表。ポジションはMF。

## クラブ歴
1997年に10歳でFKナプレダク・クルシェヴァツに加入。2004年にトップチームに昇格し選手になった。同学年にミラン・ガイッチがいる。
2007年7月23日に3年契約でパルチザン・ベオグラードに移籍。ジュカの控えであったが、15試合に出場。ポジション争いの激しさから2008年夏にナプレダク・クルシェヴァツに期限付き移籍。
2009年はFCヴォルガ・ニジニ・ノヴゴロドに在籍。
2010年初めに再びナプレダク・クルシェヴァツに戻った。
同年夏にネムゼティ・バイノクシャーグIのウーイペシュトFCに移籍。30試合のうち29試合に出場し、ライバルのフェレンツヴァーロシュTC戦では得点を記録し、6-0の完封勝利に貢献した。
2011年6月28日に2年契約でヴィデオトンFCに移籍。レギュラーとしてマジャル・リガクパ制覇に貢献した。

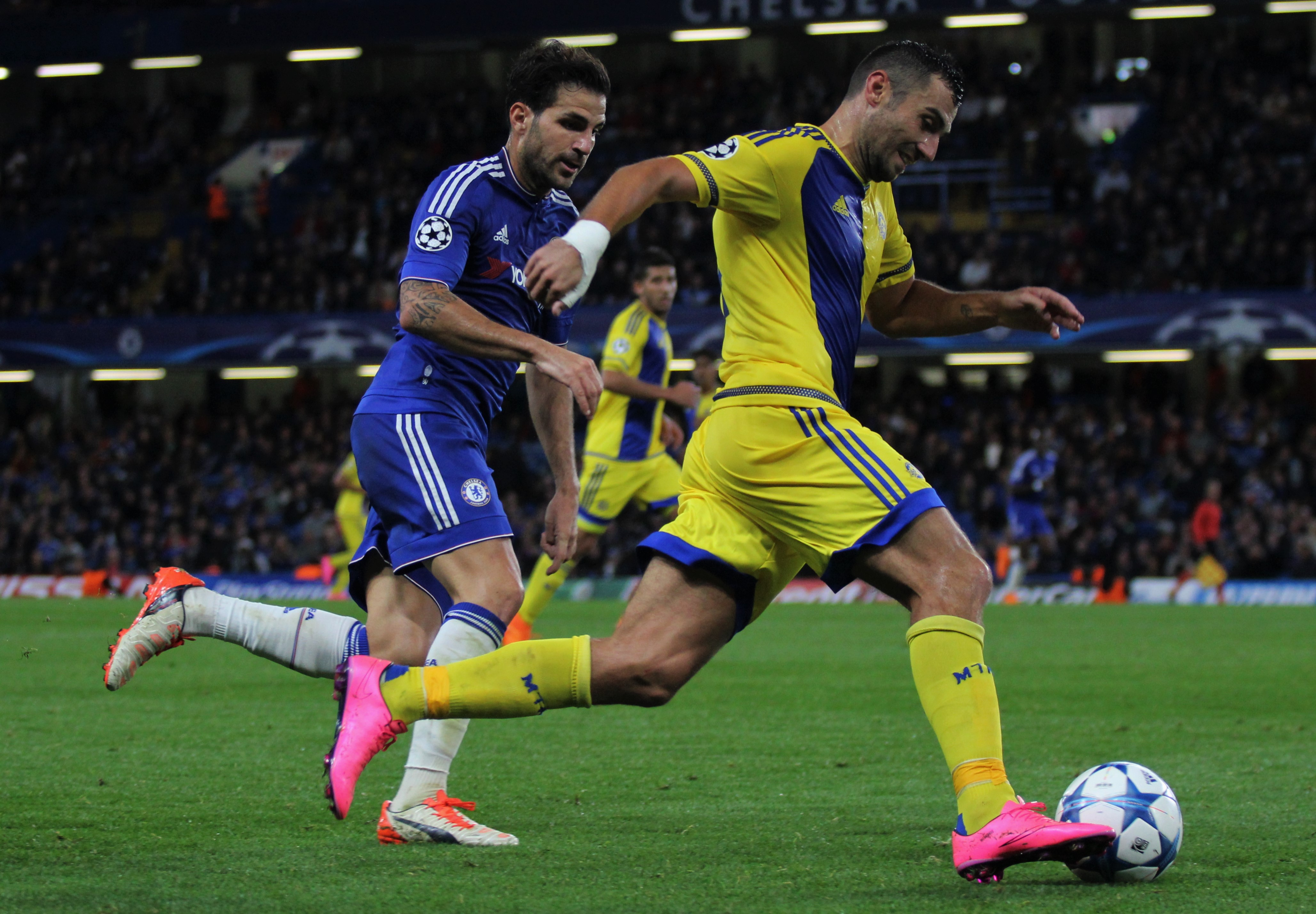
2015年9月、UEFAチャンピオンズリーグ 2015-16 グループリーグのチェルシーFC戦でセスク・ファブレガスと競るミトロヴィッチ

2013年8月4日にイスラエル・プレミアリーグのマッカビ・テルアビブFCに延長オプションつきの1年契約で加入。パウロ・ソウザ監督の移籍に追従する形となった。2013-14シーズンにディフェンディングチャンピオンとなると、2014-15シーズンにはトレブルを達成。UEFAチャンピオンズリーグ 2015-16で同大会初出場し、スラヴィシャ・ヨカノヴィッチ監督の下で国際大会4試合に出場した。2016年1月10日に彼自身の要請があり退団。
マッカビ・テルアビブ退団から数日後に中国サッカー・甲級リーグの上海申鑫に移籍。
半年でイスラエルに戻り、8月末にブネイ・イェフダ・テルアビブFCに加入。
翌2017年1月にキプロス・ファーストディビジョンのアノルトシス・ファマグスタに移籍。
2017年9月に古巣のナプレダク・クルシェヴァツに自由移籍で加入。
2018年1月にエクストラクラサのヴィスワ・クラクフに半年の契約で加入。
2018年8月に1年契約でアゼルバイジャン・プレミアリーグのケシュラFKに加入。

## 代表歴
2010年4月に行われたキリンチャレンジカップ2010の日本代表戦でリュボミール・フェイサに代わって出場し代表初出場。